# Măgheruș (okręg Marusza)
Măgheruș – wieś w Rumunii, w okręgu Marusza, w gminie Nadeș. W 2011 roku liczyła 131 mieszkańców.